# Thalassokrati
Thalassokrati (fra oldgræsk: Θαλασσοκρατία) betegner en stat, der primært består af maritime besiddelser, som er forbundet via søruter. Ordet Thallasokrati stammer fra græsk thalassokratiā, hvor første del er udledt af thalassa, der betyder "hav", og anden del, kratiā, der betyder "herredømme" eller regering. Betegnelsen kan også bruges om en sømagt, der besidder overhøjhed over et havområde, militært eller kommercielt.

## Eksempler
Ordet blev første gang brugt til at beskrive den minoiske civilisation, hvis styrke var baseret på dets flådemagt. 
Et andet eksempel på et thallasokrati fra oldtiden er fønikerne, der havde store havnebyer som Tyrus, Sidon og Karthago, men som sjældent regerede over det indre af landet. Den græske bystat Athen så gennem hele den klassiske periode sig selv som et thalassokrati. Tilsvarende var den tyske handelssammenslutning Hanseforbundet et thalassokrati i Middelalderens østersøområde. Og endelig baserede det britiske imperium i nyere tid sin magt på flådestyrke.